# Кам'янець-Подільська міська дитяча художня школа
Кам'яне́ць-Поді́льська міська́ дитя́ча худо́жня шко́ла — заклад освіти в Кам'янці-Подільському.

## Історія закладу
Кам'янець-Подільську міську дитячу художню школу, згідно з наказом № 261 міністра освіти УРСР від 13 червня 1969 року, ухвалено відкрити з 1 вересня 1969 року .
Директори:
- 1969 рік — Володимир Корнійович Антонюк;
- від січня 1970 року — Юхим Васильович Попсуй (1919 — 1978);
- у 1978—1986 роках — Лариса Олександрівна Заярна (1941);
- вересень 1986 року — серпень 1991 року — Катерина Борисівна Дегтяр (1956),
- від вересня 1991 року — Володимир Назарович Павлович (1947),
- від 2000 року — Тетяна Василівна Щербина (1955),
- від 4 жовтня 2011 року — Олена Іванівна Савчук (1970).

У вересні 1971 року в гостях в учнів школи побували відомі українські художники Анатолій Пламеницький, Анатолій Базилевич, Костянтин Шурупов, Леонід Писаренко .
У червні 1973 року перші свідоцтва про закінчення школи вручено 38 хлопчикам і дівчаткам. В урочистостях узяла участь заслужений діяч мистецтв УРСР Ірина Беклемішева з Чернівців.
21 вересня 1980 року в міському Будинку культури відбувся урочистий вечір, присвячений 75-річчю школи (за точку відліку взято рисувальні класи В'ячеслава Розвадовського, відкриті 1905 року) .
20 травня 2006 року відбулася презентація літопису «Художня школа від учора до сьогодні».
Серед викладачів:
- 1969—1992 — Дмитро Іванович Брик,
- 1972 — Сергій Васильович Кукуруза,
- 1970—1984 — Збігнєв Казимирович Гайх,
- 1972—1999 — Аркадій Михайлович Данилюк,
- від 1971 — Юрій Федорович Юрчик,
- від 1972 — Олександр Олександрович Брензей,
- від 1976 — Віктор Андрійович Бурдейний,
- від 1987 — Іван Іванович Машталер,
- від 1989 — Олена Іванівна Савчук.

Серед випускників графік, заслужений художник України Сергій Ілліч Іванов, графік Ігор Яремчук, живописець Віктор Дейсун.
Станом на початок 2010 року школа розміщується у двох особистих приміщеннях загальною площею 852 м², упорядкована з 10 класних кімнат, скульптурної майстерні, виставкової зали, бібліотеки та інших адміністративних та підсобних приміщень. Школа укомплектована специфічними технічними засобами, обладнанням та бібліотечним фондом, комп'ютером. Повноцінний навчально-виховний процес забезпечують 10 викладачів .